# Henry L. Pinckney
Henry Laurens Pinckney, född 24 september 1794 i Charleston, South Carolina, död 3 februari 1863 i Charleston, South Carolina, var en amerikansk publicist och politiker (Nullifier Party). Han var ledamot av USA:s representanthus 1833–1837. Han var son till Charles Pinckney.
Pinckney utexaminerades 1812 från South Carolina College (numera University of South Carolina). Han grundade 1819 tidningen Charleston Mercury och var dess ansvariga utgivare i femton år. I representanthuset satt han i två mandatperioder men lyckades inte bli nominerad för en tredje.
Pinckney var Charlestons borgmästare 1829–1830, 1831–1833 och 1837–1840. Borgmästartiteln i Charleston var traditionellt intendant men ändrades år 1836 till mayor.